# Cada día
Cada día va ser un programa de televisió emès per la cadena espanyola Antena 3 entre 2004 i 2005, amb presentació de María Teresa Campos, que també el dirigia al costat de la seva filla Carmen Borrego.

## Història
Després de vuit temporades liderant les audiències amb la seva magazine matinal Día a día, a Telecinco, al maig de 2004, la cadena rival, Antena 3 va anunciar el fitxatge de María Teresa Campos per a conduir un espai de similars característiques en la mateixa franja horària. El programa es va estrenar el 9 de setembre de 2004, quatre dies abans del que es preveia, donats els bons índexs d'audiència que recollia Día a día, que va passar a ser presentat per Carolina Ferre.

## Format
El programa responia a l'esquema típic de magazine, en el qual es combinaven entrevistes, repàs de l'actualitat, crònica rosa, concursos, tertúlies, moda, cuina, debat polític, etc.

## Col·laboradors
Entre els nombrosos col·laboradors del programa hom pot esmentar Bertín Osborne (Defensor del famoso, qui va abandonar el programa tan sols un mes després), Jaime Peñafiel, Terelu Campos, Coto Matamoros, Rocío Carrasco, Paco Valladares (en un espai de cuina), María Eugenia Yagüe, Paloma Gómez Borrero, Rosa Villacastín, Cristina Tárrega, Jimmy Giménez-Arnau, Carlos Ferrando, Jesús Mariñas, Miguel Ángel Almodóvar, Ketty Kaufmann, Josemi Rodríguez-Sieiro, Luis Rollán, Miguel Temprano i Ángel Antonio Herrera.
A més, la taula de debat polític va comptar, entre d'altres, amb les opinions de María Antonia Iglesias, Curri Valenzuela, José Oneto, Luis Herrero, Javier Nart, Isabel San Sebastián, Enric Sopena, Consuelo Álvarez de Toledo, Ignacio Camacho, Antonio Casado, Amalia Sánchez Sampedro i Carme Rigalt Tarragó.
En la segona temporada, iniciada el 5 de setembre de 2005 es va incorporar Arancha de Benito.

## Audiència
Els índexs d'audiència no van aconseguir les expectatives que s'havien creat. La primera temporada es va saldar amb share del 19% i en la segona, ja en els seus últims mesos d'emissió el programa se situava en el 17% de quota de pantalla, gairebé 8 punts menys que el seu rival El programa de Ana Rosa, de Telecinco i cinc menys que Por la mañana, de TVE. Aquesta circumstància que va donar lloc a la seva cancel·lació definitiva a la fi de 2005.